# Кур'я (Красногорський район)
Ку́р'я (рос. Курья) — село в Красногорському районі Удмуртії, Росія.

## Населення
Населення — 446 осіб (2010; 570 в 2002).
Національний склад станом на 2002 рік:
- росіяни — 89 %